# Luteinisierendes Hormon
Das luteinisierende Hormon oder Luteinisierungshormon (LH) („gelbfärbendes Hormon“, von lateinisch luteus, „mit Reseda gefärbt“, „orangegelb“, von griechisch lotós: Gelb, zum Beispiel der Eidotter) oder Lutropin wird in der Hirnanhangsdrüse gebildet und zählt zu den Hormonen, welche bei der Regelung der Fortpflanzung mitwirken. Bei der Frau und weiblichen Säugetieren fördert es den Eisprung und die Gelbkörperbildung (Luteinisierung), weshalb es auch als Gelbkörperreifungshormon bezeichnet wird. Beim Mann wird es auch Interstitial cell stimulating hormone (ICSH) genannt. Es ist bei beiden Geschlechtern gemeinsam mit dem follikelstimulierenden Hormon (FSH) an der Reifung und Produktion der Geschlechtszellen beteiligt: Ovulation (Eisprung) bei der Frau bzw. die Spermienreifung beim Mann.
Gebildet wird das LH im Hypophysenvorderlappen nach Stimulation durch das Releasing-Hormon Gonadoliberin (GnRH; auch luteinisierendes Hormon Releasing-Hormon, LHRH) aus dem Hypothalamus.

## Struktur
Das Glykoprotein LH besteht aus zwei Untereinheiten, der α-Untereinheit (α-LH) mit 92 Aminosäuren und der β-Untereinheit (β-LH) mit 121 Aminosäuren. Die β-Untereinheit ist spezifisch für das LH. Die α-Untereinheit kommt dagegen auch in weiteren Hormonen vor: follikelstimulierendes Hormon (FSH), humanes Choriongonadotropin (hCG) und Thyreotropin (TSH).

## Biologische Wirkung
Beim Mann stimuliert das luteinisierende Hormon die Bildung des Testosterons (das männliche Geschlechtshormon, welches zusammen mit dem follikelstimulierenden Hormon die Spermienproduktion auslöst) in den Leydig-Zwischenzellen des Hodens. Bei der Frau, bei der das luteinisierende Hormon zusammen mit dem follikelstimulierenden Hormon den Eierstock zur Abgabe von Östrogen stimuliert, ist vor dem Eisprung ein steiler Anstieg der LH-Konzentration im Blut nachweisbar, welcher die Freisetzung eines Eies aus dem Eierstock anregt und danach schnell wieder abnimmt. Sollte es, beispielsweise wegen einer Krankheit, zu verringerter oder gar keiner LH-Ausschüttung kommen, ist eine Schwangerschaft nicht möglich.
LH steigert die Androgensynthese (vor allem Androstendion) in den Thekazellen (der äußeren Zellschicht um einen Follikel) des Ovars, das in den Granulosazellen (der inneren Zellschicht um den Follikel) durch das Enzym Aromatase (Cytochrom P450 abhängige Monoxigenase 19; CYP19A1) in Östradiol umgewandelt wird. LH steigert somit indirekt die Östrogenproduktion.
Bei Frettchen kommen LH-Rezeptoren auch in der Nebennierenrinde vor. Hohe LH-Spiegel nach der Kastration führen zu einer Produktion der Sexualhormone Estradiol, 17-Hydroxyprogesteron und Androstendion in der Nebennierenrinde und damit zu einer Nebennierenerkrankung.

## LH-Test
Ein LH-Test, auch Ovulationstest genannt, dient der Bestimmung des Zeitpunkts des Eisprungs (auch Follikelsprung oder Ovulation, bei dem der Follikel platzt und die Eizelle in den Eileiter freigibt) und somit der Bestimmung der fruchtbaren Tage der Frau. Mit diesem Wissen ist es möglich, den Zeitpunkt des Geschlechtsverkehrs zu planen und somit die Wahrscheinlichkeit für eine Schwangerschaft zu erhöhen. Dieser Test verwendet monoklonale Antikörper gegen LH, um selektiv erhöhte Konzentration von LH nachzuweisen.